# Mattiastrum heratense
Mattiastrum heratense är en strävbladig växtart som beskrevs av K. H. Rechinger och Riedl. Mattiastrum heratense ingår i släktet Mattiastrum och familjen strävbladiga växter. Inga underarter finns listade i Catalogue of Life.